# Santiago de los Caballeros
Santiago de los Caballeros ist eine Stadt im Norden der Dominikanischen Republik und mit 771.748 Einwohnern (Stand 2022) die nach Santo Domingo zweitgrößte Stadt des Landes.

## Geographie
Santiago de los Caballeros ist die Hauptstadt der gleichnamigen Provinz Santiago im fruchtbaren Cibao-Tal im Norden der Dominikanischen Republik.

### Klima
Die Durchschnittstemperatur beträgt 26,0 °C, der jährliche Niederschlag 1.021 Millimeter.
|                       | Jan  | Feb  | Mär  | Apr   | Mai   | Jun  | Jul  | Aug  | Sep  | Okt   | Nov   | Dez  |   |         |
| Mittl. Tagesmax. (°C) | 28,8 | 29,4 | 30,4 | 31,2  | 31,8  | 32,9 | 33,0 | 33,2 | 33,3 | 32,4  | 30,3  | 28,7 | ⌀ | 31,3    |
| Mittl. Tagesmin. (°C) | 18,2 | 18,4 | 19,0 | 19,9  | 21,2  | 22,1 | 22,2 | 22,2 | 21,9 | 21,5  | 20,2  | 18,7 | ⌀ | 20,5    |
|                       |      |      |      |       |       |      |      |      |      |       |       |      |   |         |
| Niederschlag (mm)     | 49,8 | 47,7 | 59,2 | 104,4 | 151,2 | 67,6 | 55,9 | 73,1 | 96,8 | 109,7 | 125,6 | 80,2 | Σ | 1.021,2 |
|                       |      |      |      |       |       |      |      |      |      |       |       |      |   |         |
| Regentage (d)         | 7,8  | 6,6  | 6,2  | 8,3   | 10,7  | 6,0  | 7,6  | 8,3  | 8,7  | 9,1   | 11,0  | 10,2 | Σ | 100,5   |

| 18,2 |

| 18,4 |

| 19,0 |

| 19,9 |

| 21,2 |

| 22,1 |

| 22,2 |

| 22,2 |

| 21,9 |

| 21,5 |

| 20,2 |

| 18,7 |

| 18,2 |

| 18,4 |

| 19,0 |

| 19,9 |

| 21,2 |

| 22,1 |

| 22,2 |

| 22,2 |

| 21,9 |

| 21,5 |

| 20,2 |

| 18,7 |

## Geschichte
Während seiner zweiten Amerikareise ließ Christoph Kolumbus 1495 am nördlichen Ufer des Flusses Yaque del Norte eine Festung errichten, um die herum die spanische Kolonie Jacagua entstand. 1504 verlegte der spanische Gouverneur Nicolás de Ovando die Siedlung einige Kilometer weiter nördlich auf das Gebiet des heutigen Jacagua. Im selben Jahr ließen sich 30 spanische Edelleute (Caballeros) des St.-James-Ordens aus dem nahe gelegenen La Isabela in Jacagua nieder. Dies war der Anlass, die Stadt fortan Santiago de los Caballeros (englische Kurzform „James“) zu nennen. 1508 verlieh der spanische König Ferdinand II. der Stadt ihr Wappen, das sieben rote und fünf weiße Jakobsmuscheln zeigt.
Nach der Zerstörung durch ein schweres Erdbeben 1562 wurde die Stadt an ihrem früheren Gründungsort wieder aufgebaut. Der französische Pirat Fernand de la Fleur ließ Santiago 1660 plündern und niederbrennen. Während des King-Williams-Krieges verteidigte sich Santiago 1690 in der Schlacht von Lemonade erfolgreich gegen die französischen Truppen. 1775 und 1783 richteten erneut zwei Erdbeben Schäden an. Im Konflikt zwischen Haiti und dem spanischen Teil Hispaniolas wurde Santiago 1805 von haitianischen Truppen geplündert und zerstört, ein Großteil der Einwohner wurde getötet. Von 1822 bis 1844 war Santiago von Haiti besetzt, ehe es in der Schlacht von Santiago am 30. März 1844 von den Truppen der inzwischen unabhängigen Dominikanischen Republik befreit wurde. Während der erneuten spanischen Kolonialherrschaft von 1861 bis 1865 war Santiago ein Schwerpunkt der Unabhängigkeitsbewegung. Mit der Zerstörung Santiagos durch spanische Truppen am 6. September 1863 begann der dominikanische Restaurationskrieg. In den folgenden zwei Jahren bis zur endgültigen Unabhängigkeit von Spanien wurde Santiago zur Hauptstadt ausgerufen.
Mit der Unabhängigkeit begann der wirtschaftliche Aufschwung der Stadt, befördert durch den Anbau von Tabak und Zuckerrohr sowie den Bau der Eisenbahnverbindung zum nahe gelegenen Hafen Puerto Plata. Mit der Herstellung von Möbel-, Pharma- und Lederwaren siedelten sich neue Industriezweige an. 1915 nahm die Gesellschaft für Wasser und Elektrizität ihren Betrieb auf. In den 1960er Jahren hatte sich die Bevölkerungszahl Santiagos verdreifacht. 1962 nahm die katholische Universität ihren Lehrbetrieb auf. Mit der Eröffnung der Autobahn nach Santo Domingo und eines eigenen Flughafens (2002) wurde auch der Tourismus für die Stadt eine wichtige Einnahmequelle. Seit 1953 ist Santiago Bistumssitz, ab 1994 Sitz des Erzbistums Santiago de los Caballeros.

## Wirtschaft
Die Stadt ist das bedeutendste Wirtschaftszentrum im Norden der Dominikanischen Republik, Zentrum der dominikanischen Tabak-Industrie sowie Sitz mehrerer Universitäten bzw. Hochschulen.
Der internationale Flughafen Cibao (STI) bietet bislang aufgrund seiner Bahnlänge noch keine Direktverbindungen nach Europa. Es ist jedoch geplant, derartige Flüge mit Flugzeugen des Typs B767 oder A340 aufzunehmen.

## Sonstiges
Santiago hat mit dem (privaten) "Hospital Metropolitano de Santiago (HOMS)" ein Krankenhaus, das als eines der besten und modernsten Krankenhäuser Lateinamerikas und der Karibik gilt. Es hat 400 Betten, 16 OPs, mehrere Intensivstationen (auch auf Neugeborene und Kinder spezialisierte) und rund 300 Ärzte.
Die Verwaltung von Santiago ist seit Jahren bestrebt, Santiago in eine moderne, "hippe" Metropole nach dem Vorbild von Städten wie Berlin oder Barcelona zu verwandeln. Im Zentrum und den direkt ans Zentrum von Santiago anschließende Stadtteilen sind im Rahmen dieser Bemühungen sehr viele Häuser von Künstlern bemalt worden. In manchen Straßen (beispielsweise im Ortsteil Los Pepines) ist wirklich jedes Haus ein kleines Kunstwerk.

## Söhne und Töchter der Stadt
- Ulises Francisco Espaillat (1823–1878), Politiker und Präsident
- Ramón Emilio Peralta (1868–1941), Komponist, Dirigent, Musikpädagoge und Saxophonist
- Rafael Emilio Arté (1873–1970), Musiker und Musikpädagoge
- Ramón Emilio Jiménez (1886–1971), Schriftsteller
- Josesito García Vila (1888–1919), Pianist und Komponist
- Rafael Estrella Ureña (1889–1945), Politiker und Präsident
- Juan Francisco García (1892–1974), Komponist
- Pedro Echavarría Lazala (1894–1967), Flötist, Musikpädagoge und Komponist
- Julio Alberto Hernández (1900–1999), Komponist und Pianist
- Susano Polanco (1902–1991), Sänger (Tenor)
- Bienvenido Troncoso (1909–1961), Sänger, Gitarrist und Sänger
- Mercedes Sagredo (1911–1998), Komponistin
- Pipí Franco (1912–1978), Sänger und Komponist
- Antonia Magdalena Arté (1914–2000), Musikerin und Musikpädagogin
- Manuel Sánchez Acosta (1914–2006), Arzt und Komponist
- Paco Escribano (1917–1960), Humorist und Entertainer
- Rafael Colón (1918–1991), Sänger und Komponist
- Pedro Licinio Valerio (1920–2005), Gitarrist und Sänger
- Armando Cabrera (* 1921), Komponist
- Margarita Luna García (1921–2016), Pianistin und Komponistin
- Lope Balaguer (1925–2015), Sänger
- Salvador Jorge Blanco (1926–2010), Politiker
- Aída Bonnelly de Díaz (1926–2013), Musikwissenschaftlerin, - kritikerin und -pädagogin
- Gerónimo Pellerano (1927–1991), Sänger
- Idelisa Bonnelly (1931–2022), Biologin und Hochschullehrerin
- Tony Curiel (1931–2009), Opernbariton
- Johnny Pacheco (1935–2021), Multiinstrumentalist, Komponist, Produzent und Bandleader
- Rafael Campos (1936–1985), Schauspieler
- Carlos Teo Cruz (1937–1970), Boxer im Leichtgewicht
- Henry Ely (1939–2021), Operntenor
- Milton Cruz (1939–1998), Pianist
- Yaqui Núñez del Risco (1939–2014), Journalist, Fernsehmoderator und -produzent
- Hipólito Mejía (* 1941), Agronom und Politiker
- José Dolores Grullón Estrella (* 1942), katholischer Geistlicher, Bischof von San Juan de la Maguana
- Jean-Luis Jorge (1947–2000), Regisseur, Drehbuchautor, Film- und Fernsehproduzent
- Víctor Víctor (1948–2020), Merenguesänger und Komponist
- Leonardo Cruz (* 1953), Boxer im Superbantamgewicht
- Adriano Espaillat (* 1954), US-amerikanischer Politiker
- Vickiana (* 1954), dominikanische Sängerin und Entertainerin
- Maridalia Hernández (* 1959), Sängerin
- María Díaz (* 1968), Akkordeonistin und Sängerin
- José Lima (1972–2010), Baseballspieler
- Víctor Estrella (* 1980), Tennisspieler
- Luiyi Lugo (* 1994), Fußballspieler
- Nick Hardt (* 2000), Tennisspieler